# Crocus boissieri
Crocus boissieri är en irisväxtart som beskrevs av George Maw. Crocus boissieri ingår i släktet krokusar, och familjen irisväxter. Inga underarter finns listade i Catalogue of Life.